# 映像作家
映像作家（えいぞうさっか）、ビデオグラファー（英: Videographer）は、映像作品の制作を専攻する作家を総称する概念である。
映画監督、CMディレクター、CGクリエイターなどの分野がこれに含まれるが、各分野を複合し、または横断的に活動している者も多い。
専任の脚本家、放送作家などプランナーが映像作家と呼ばれる事はほとんどないが、CMやプロモーションビデオ、CGムービーなどでは映像作家が脚本家を兼任している事がほとんどである。

## ビデオグラファー
ビデオグラファー（英: Videographer）とは、コマーシャル、ドキュメンタリー、ライブイベント、長編または短編の映画、教育映画、結婚式やプロモーションビデオなど映像作品の制作、各分野を複合して活動している者も多い。
YouTube、Dailymotion、Vimeo等の動画投稿者も、広義のビデオグラファー (videographer) に含まれうる。

## 映像作家に含まれる職業
- フォトグラファー
- 映画監督
- 自主映画
- ドラマ監督
- ミュージック・ビデオディレクター
- CGクリエイター
- ビジュアルジョッキー
- 撮影監督